# Biserica Sfinții Petru și Pavel din Cracovia
Biserica Sfinții Petru și Pavel din Cracovia (în poloneză Kościół ŚŚ Piotra i Pawła w Krakowie) este o biserică romano-catolică, edificiu reprezentativ pentru barocul din Polonia. Biserica, situată în Cracovia, str. Grodzka nr. 54, a aparținut inițial ordinului iezuit. Construcția prezintă similitudini cu Il Gesù, principala biserică a iezuiților din Roma. Între 1809-1815, în timpul ocupației rusești, a fost atribuită Bisericii Ortodoxe Ruse.
Biserica a fost construită între anii 1597-1619 de Giovanni Maria Bernardoni, care a perfecționat proiectul original al lui Józef Britius. Este cea mai mare din bisericile istorice din Cracovia în privința numărului de locuri. Din anul 1842 servește ca biserică parohială catolică.

## Istoric
Biserica Sfinții Petru și Pavel este prima structură în Cracovia proiectată în întregime în stil baroc și, probabil, prima clădire în stil baroc în zilele noastre în Polonia. Construcția bisericii a fost finanțată de regele Sigismund al III-lea Vasa pentru ordinul iezuit. Planul bisericii ca o bazilică cruciformă a fost elaborat de arhitectul italian Giovanni de Rossi. Proiectul său a fost realizat de către Józef Britius în 1597 și apoi modificat de Giovanni Maria Bernardoni. Forma finală a fațadei, cupola și interiorul baroc au fost date de Giovanni Battista Trevano, care le-a construit în anii 1605-1619. Biserica a fost sfințită solemn pe 8 iulie 1635. 
În anii 1809-1815, în timpul împărțirii Poloniei, lăcașul de cult a servit ca biserică ortodoxă. Din 1842 până în prezent ea aparține parohiei romano-catolice Toți Sfinții. 

## Imagini

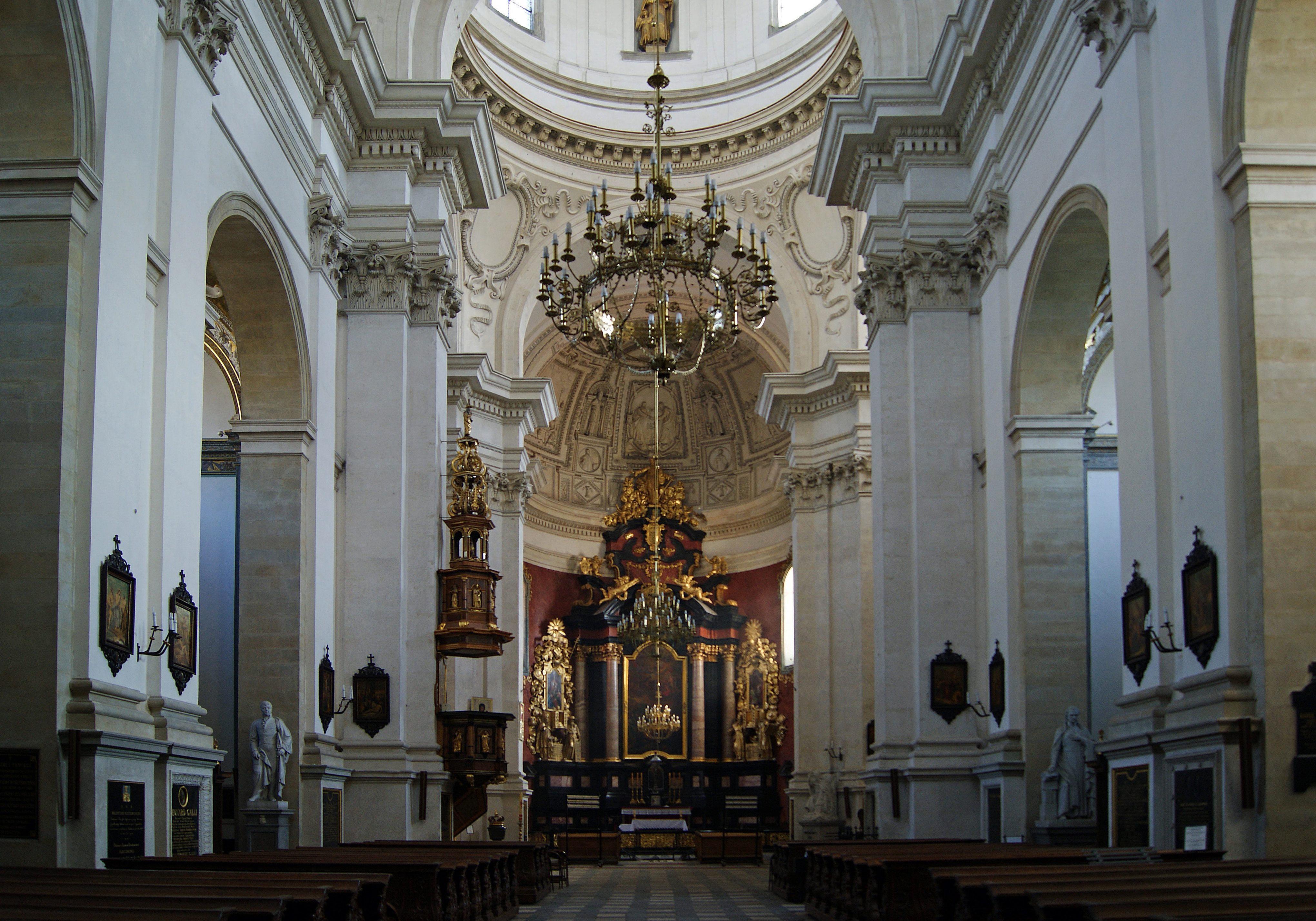
Interior
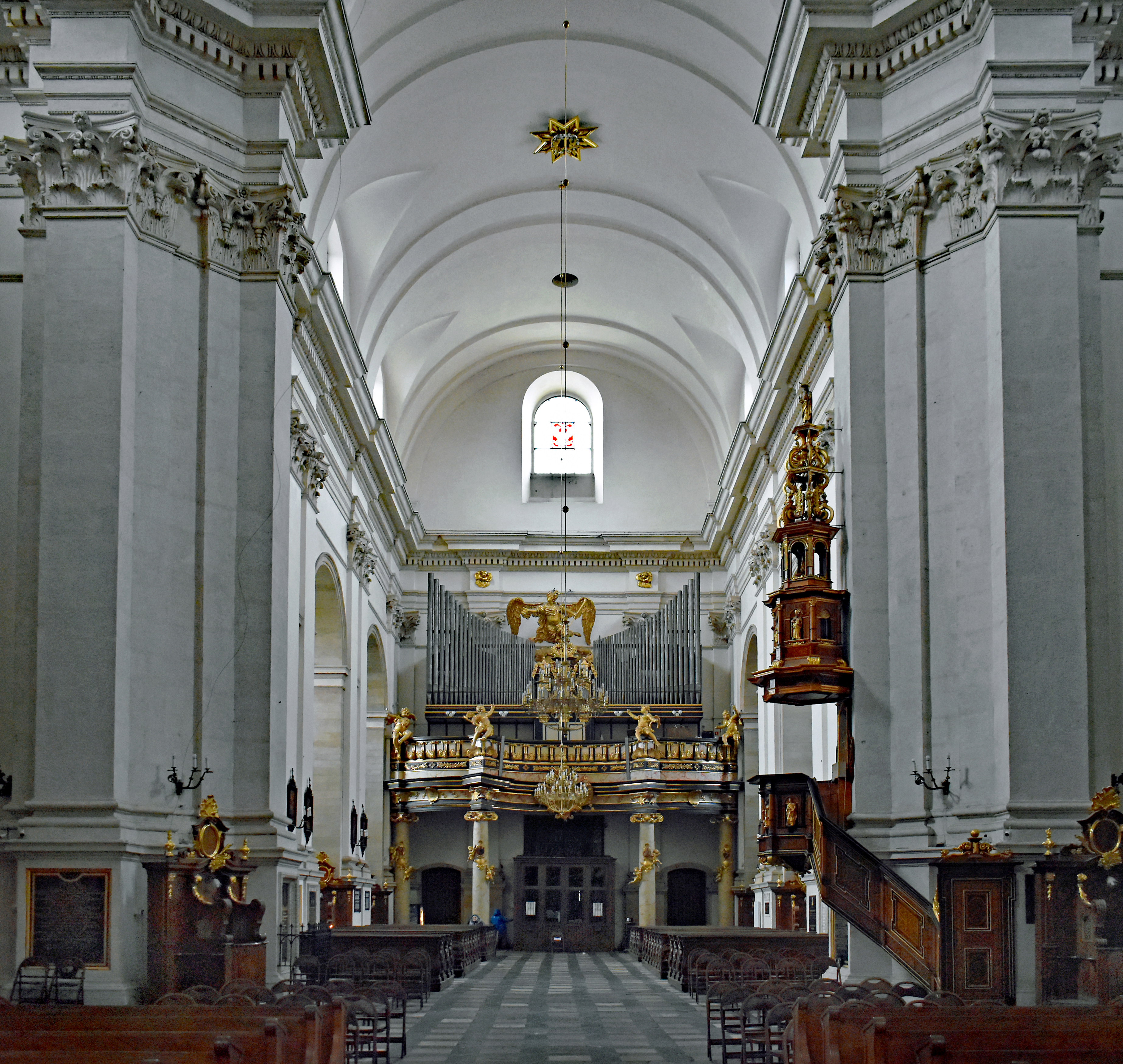
Corul şi orga
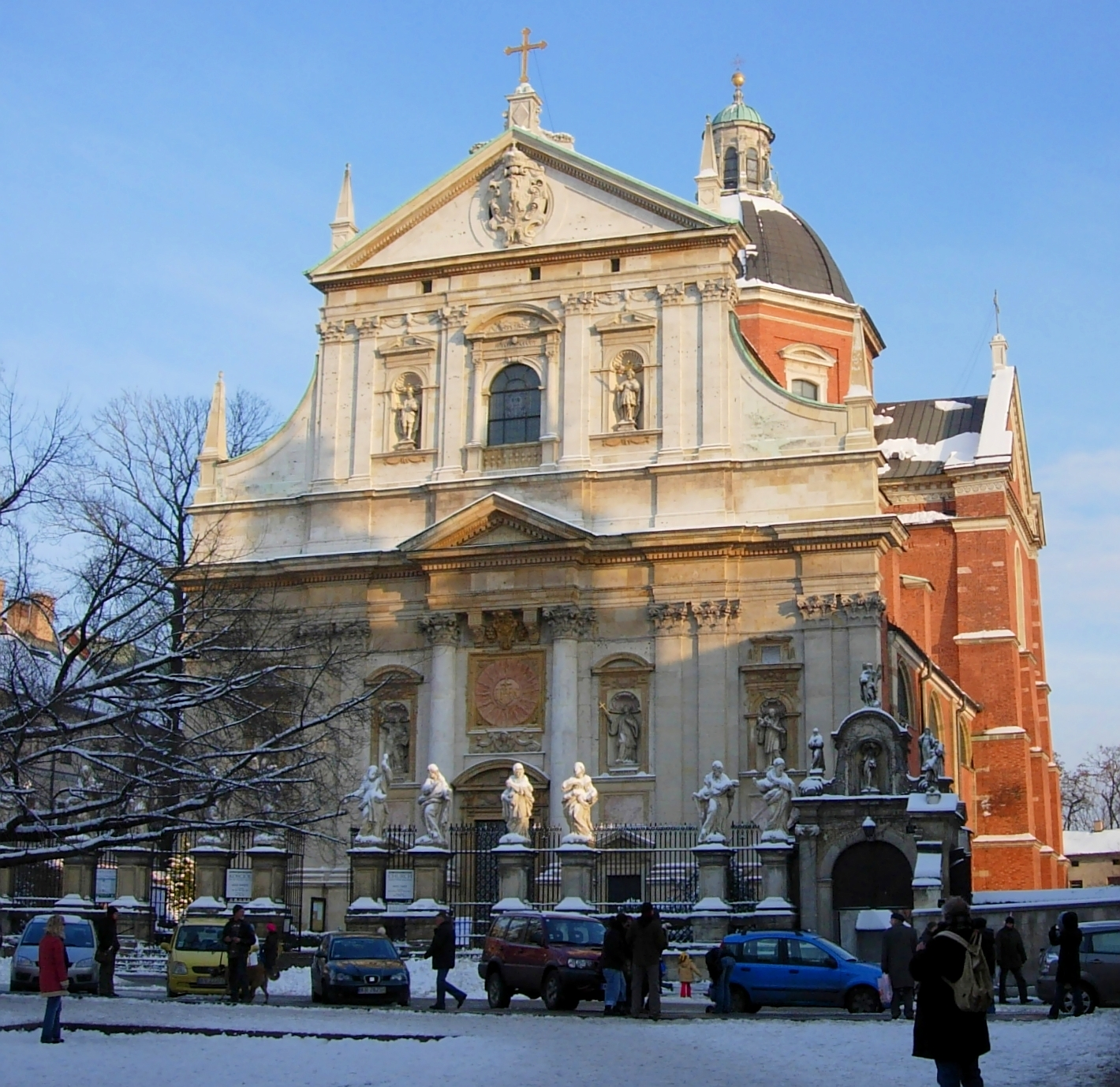
Faţada pe timp de iarnă
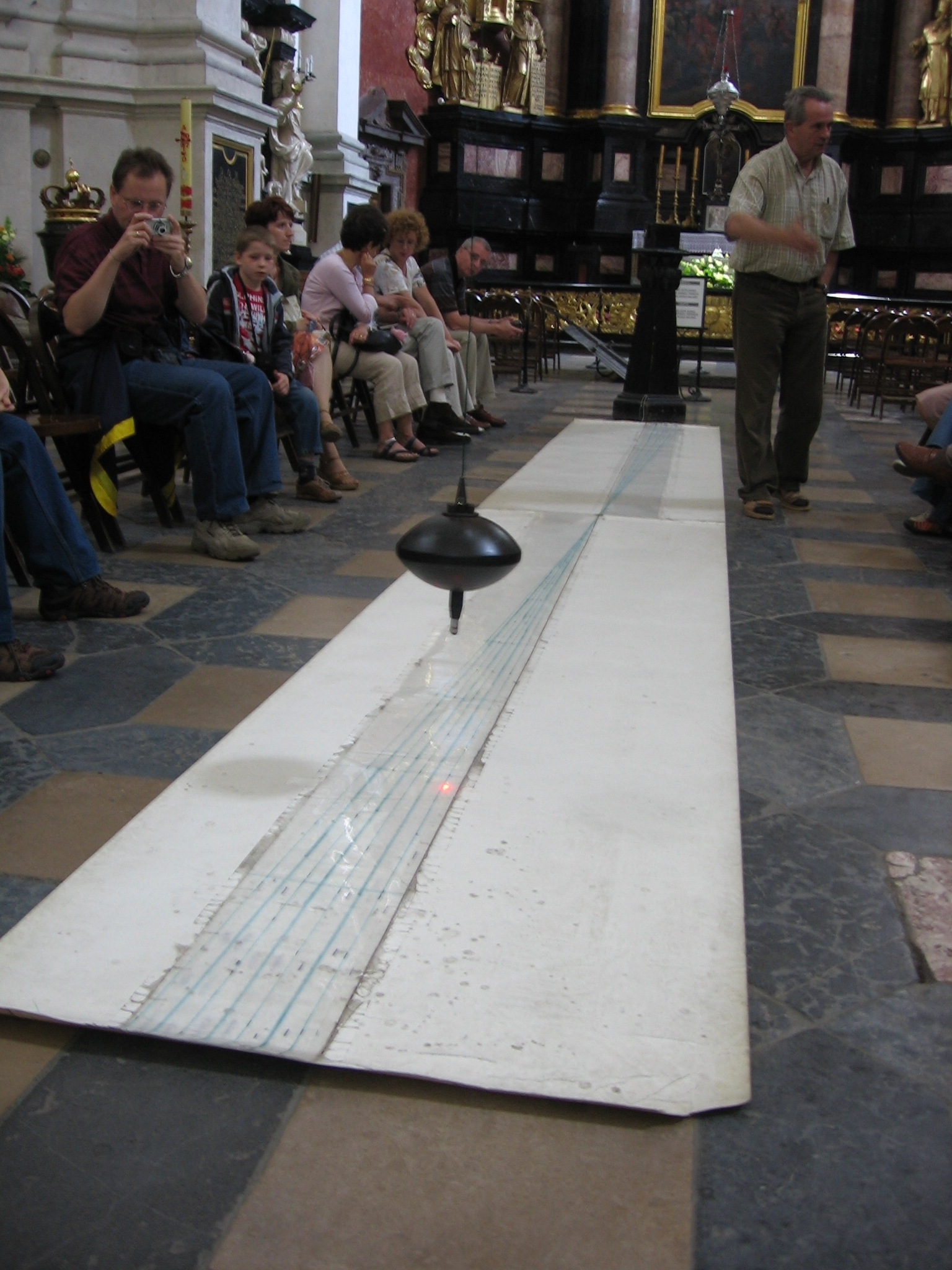
Pendulul lui Foucault în interiorul bisericii